# Hidžra
Hidžra je arabské slovo překládané jako „přerušení kmenových a rodových svazků a vztahů a navázání nových“, které se používá pro událost přesídlení proroka Mohameda z Mekky do Medíny roku 622, což je událost definující počátek islámského letopočtu.
Od roku 620 byl Mohamed ve styku s obyvateli Jathribu, dnešní Medíny, a ti se roku 621 zavázali přijmout jej jako proroka. Postupně do Jathribu vysílal své přívržence z Mekky. Tito přesídlenci se nazývají muhádžirové. Poté, co se ho v červenci roku 622 nepřátelé v Mekce pokusili zabít, odešel i on sám doprovázen Abú Bakrem 16. července 622 z Mekky (základ islámského letopočtu 1. muhharam roku 1 – Hidžra). Do Jathribu dorazili 24. září 622.

Obyvatelé Jathribu jsou nazýváni pomocníci ansárové a společně s muhádžiry tvoří druhy Mohamedovy asháby. Jathrib přijal jméno Madínat an-Nabí (Město Prorokovo). Hidžra má zásadní význam v životě Mohameda i v dějinách islámu. V Medíně našel Mohamed pevnou základnu pro další šíření svého náboženství. Zároveň přestal být pouze hlasatelem víry a stal se i vládcem, vojenským velitelem a zákonodárcem. Právě zde položil základy politické a společenské organizace islámské společnosti.
Muslimská tradice dále rozeznává pojem první hidžra. Šlo o situaci, kdy někteří z prvních následovníků proroka Mohameda vyslyšeli doporučení, aby místo čelení pronásledování ze strany arabských polyteistů raději opustili mekkánskou oblast, překročili Rudé moře a uchýlili se do Aksumské říše, kde v té době vládlo křesťanství. Stalo se tak již v osmém roce před novým islámském letopočtem (8 BH), tedy v roce 614 křesťanského letopočtu. Muslimové o této události hovoří jako o první hidžře.